# Taulant Parallangaj
Taulant Parallangaj, tidigare Peci, född 12 augusti 2002, är en svensk fotbollsspelare som spelar för AFC Eskilstuna.

## Klubbkarriär
Parallangaj började spela fotboll i Snöstorp Nyhem FF som sexåring och gick som 13-åring till Halmstads BK. Inför säsongen 2022 flyttades han upp i A-laget. Parallangaj tävlingsdebuterade den 5 mars 2022 i en 1–1-match mot Djurgårdens IF i Svenska cupen. Den 23 maj 2022 gjorde Parallangaj sin Superettan-debut i en 2–0-vinst över IF Brommapojkarna, där han blev inbytt i den 87:e minuten mot Samuel Kroon.
I juli 2022 förlängde Parallangaj sitt kontrakt i Halmstads BK fram över säsongen 2025. Totalt spelade han en match från start och gjorde tre inhopp i Superettan samt två matcher från start i Svenska cupen under säsongen 2022.
I december 2023 värvades Parallangaj Sandvikens IF, där han skrev på ett tvåårskontrakt. I juli 2025 värvades Parallangaj av Ettan-klubben AFC Eskilstuna.

## Landslagskarriär
Parallangaj debuterade och gjorde sitt första mål för Sveriges U17-landslag den 7 februari 2019 i en 5–0-vinst över Rumänien. Han var en del av Sveriges trupp vid U17-EM 2019 i Irland. Totalt spelade Parallangaj åtta matcher och gjorde ett mål för U17-landslaget samt tre matcher för U19-landslaget.

## Personligt
Parallangaj är av kosovansk härkomst.